# نهر تشيبسي
نهر تشيبسي (بالروسية:Чепси)، يتدفق النهر في إقليم كراسنودار. يقع مصب النهر على بعد 102 كم على طول الضفة اليسرى لنهر بسيكوبس. يبلغ طول النهر 25 كم، وتبلغ مساحة مستجمعات المياه 143 كم²، ويعني اسم النهر بعد الترجمة الماء البارد.
وهو مسجل في سجل موارد المياه السطحية للمقاطعات الروسية برمز:(06020001312108100005415)

## معلومات النهر
وفقًا لسجل المياه في روسيا، فإنه ينتمي إلى منطقة حوض كوبان، عند مدينة أوست-لابينسك ثم إلى مجمع كراسنودار الكهرومائي.
وبدون نهري بيلايا وبشيش لا يوجد حوض للنهر، وذلك وفقا لنظام المعلومات الجغرافية لإدارة المياه تقسيم أراضي الاتحاد الروسي الذي أعدته الوكالة الاتحادية للموارد المائية.
- رمز المعرفة الهيدرولوجية (GI) هو 108100541
- رمز البركة - 06.02.00.013
- رقم المجلد GI - 08
- إصدار GI - 1